# Пржине (Гацко)
Пржине су насељено мјесто у општини Гацко, Република Српска, БиХ. Према попису становништва из 1991. у насељу је живјело 44 становника.

## Становништво
| Националност | 1991.      |
| Срби         | 44 (100 %) |
| Укупно       |            |

| Демографија | Демографија | Демографија |
| Година      | Становника  | Становника  |
| ----------- | ----------- | ----------- |
| 1961.       | 84          |             |
| 1971.       | 78          |             |
| 1981.       | 60          |             |
| 1991.       | 44          |             |